# Saint-Christophe-Vallon
Saint-Christophe-Vallon é uma comuna francesa na região administrativa de Occitânia, no departamento de Aveyron. Estende-se por uma área de 23,22 km². Em 2010 a comuna tinha 1 196 habitantes (densidade: 51,5 hab./km²).